# تاكانوهانا كوجي
تاكانوهانا كوجي (باليابانية: 貴乃花 光司) اسمه الأصلي هانادا كوجي (花田 光司) «هانادا» هو اسم العائلة (12 أغسطس 1972 - ) هو مصارع سومو سابق من سوغينامي، طوكيو، اليابان.
كان الشخص رقم 65 في التاريخ الذي يحصل على لقب يوكوزونا، أعلى لقب في رياضة السومو. حاز تاكانوهانا على لقب البطولة في 22 منافسة بين عامي 1992 و 2001، ويعد بذلك خامس أعلى بطل سومو في التاريخ.

## اقرأ أيضاً
- يوكوزونا
- كايو هيرويوكي

## روابط خارجية
- تاكانوهانا كوجي على موقع الاتحاد الياباني للسومو (الإنجليزية)